# Лютий Володимир Іванович
Володимир Іванович Лютий (нар. 20 квітня 1962, Дніпропетровськ) — радянський і український футболіст, півзахисник і нападник, олімпійський чемпіон. Майстер спорту (з 1982), заслужений майстер спорту СРСР (1989). Футбольний тренер і функціонер.

## Кар'єра гравця
Володимир Лютий грав за дніпропетровський «Дніпро». В 1988 році на сеульській Олімпіаді він здобув золоту олімпійську медаль в складі олімпійської збірної СРСР.
Виступав за національну збірну Радянського Союзу та збірну СНД. Загалом провів за ці команди 6 матчів. Був учасником чемпіонату світу 1990 року та чемпіонату Європи 1992 року.
Виступав за низку німецьких клубів, серед яких «Шальке-04», «Дуйсбург», «Бохум» та інші. В Туреччині грав за «Бурсаспор».

## Кар'єра тренера і функціонера
Працював тренером (іноді граючим) у німецьких командах нижчих ліг. У Німеччині з відзнакою закінчив тренерські курси і отримав ліцензію, що дає право працювати з командами і Третьої ліги.
У січні 2003 року прийняв аматорський клуб «Блау-Вайсс» з Брюля (передмістя Кельна). При ньому клуб в 11 іграх здобув 20 очок і вийшов із зони вильоту. Тим не менш, з команди пішов, оскільки не бачив перспектив розвитку клубу.
У сезоні 2004/05 півроку керував клубом 8-го дивізіону Німеччини «Фортуна» (Бонн). При ньому клуб зайняв 3-тє місце в лізі. Одночасно з цим керував фірмою з торгівлі автомобілями німецьких виробників.
У 2007 році працював помічником Анатолія Бишовця, головного тренера «Локомотива» Москва. Після звільнення Бишовця в листопаді 2007 року Володимир Лютий, як і весь тренерський штаб «Локомотива», пішов з команди.
У січні 2010 став помічником Олега Протасова в «Ростові». З 14 травня по 20 червня 2011 року був виконуючим обов'язки головного тренера «Ростова».
У січні 2014 року став головним тренером молдовського клубу «Саксан», де пропрацював до квітня 2015 року.
Недовгий час працював на посаді заступника гендиректора «Тернопіль», ствердив у вересні 2016, що І. Марущак знищує футбол у Тернополі за підтримки влади, а матчі «зливають» на тоталізаторі.
На початку 2017 року очолив першолігові «Суми», проте вже 1 березня команду покинув весь тренерський штаб — наставник Володимир Лютий та його помічники Юрій Куліш та Сергій Краковський. 54-річний фахівець приходив до «Сум» під так званих китайських інвесторів, які обіцяли «городянам» стабільне фінансування, збори в Туреччині, високі заробітні плати і новачків з ім'ям, але за більш ніж місяць «свого перебування» зовсім нічого не зробили.

## Титули і досягнення
- Олімпійський чемпіон: 1988
- Чемпіон СРСР (2): 1983, 1988
Срібний призер чемпіонату СРСР (2): 1987, 1989
Бронзовий призер чемпіонату СРСР (2): 1984, 1985
- Володар Кубка СРСР: 1988/1989
- Володар Кубка Федерації футболу СРСР: 1986, 1989
- Володар Кубка сезону: 1989
- У вищій лізі чемпіонату СРСР зіграв 226 матчів, забив 49 м'ячів
У першій лізі СРСР зіграв 24 матчі, забив 2 м'ячі
- У німецькій Бундеслізі зіграв 39 матчів, забив 2 м'ячі
У другій лізі Німеччини (нім. 2. Fußball-Bundesliga) зіграв 44 матчі, забив 9 м'ячів